# ملبورن (نیوجرسی)
ملبورن (به انگلیسی: Millburn) شهری در ایالت نیوجرسی کشور ایالات متحده آمریکا است که جمعیت آن در سرشماری سال ۲۰۱۰ میلادی، ۲۰٬۱۴۹ نفر بوده‌است.